# آل شعفل (يافع)

تعديل مصدري - تعديل

ال شعفل هي إحدى قرى عزلة لبعوس بمديرية يافع التابعة لمحافظة لحج، بلغ تعداد سكانها 67 نسمة حسب تعداد اليمن لعام 2004.